# برانكو لازيتش
برانكو لازيتش (بالصربية: Бранко Лазић) مواليد 12 يناير 1989 في جمهورية صربيا الاشتراكية، هو لاعب كرة سلة صربي. بدأ مسيرته الاحترافية في سنة 2007. يحمل الرقم 10. لعب مع نادي إف إم بي لكرة السلة ونادي ريد ستار لكرة السلة.

## إحصائيات المسيرة

### الدوري الأوروبي
| السنة   | الفريق                   | لعب | بدأ | دقيقة | ميداني% | ثلاثية | حرة  | ارتداد | صنع | استلاب | تصدي | نقطة | أداء |
| ------- | ------------------------ | --- | --- | ----- | ------- | ------ | ---- | ------ | --- | ------ | ---- | ---- | ---- |
| 2013–14 | نادي ريد ستار لكرة السلة | 10  | 8   | 14.3  | .474    | .429   | .833 | 1.3    | .7  | .1     | .0   | 2.6  | 1.8  |
| 2014–15 | نادي ريد ستار لكرة السلة | 19  | 13  | 17.8  | .394    | .345   | .750 | 1.5    | .7  | .6     | .1   | 3.9  | 2.7  |
| 2015–16 | نادي ريد ستار لكرة السلة | 26  | 11  | 19.3  | .430    | .410   | .875 | 1.3    | 1   | .9     | .0   | 4.3  | 2.9  |
| 2016–17 | نادي ريد ستار لكرة السلة | 30  | 6   | 23.6  | .467    | .368   | .571 | 2.2    | .3  | 1.4    | .1   | 4.4  | 4.0  |
| المسيرة | المسيرة                  | 85  | 38  | 20.0  | .438    | .379   | .746 | 1.7    | .7  | .9     | .0   | 4.0  | 3.1  |

## روابط خارجية
- برانكو لازيتش على موقع الاتحاد الدولي لكرة السلة (الإنجليزية)
- برانكو لازيتش على موقع الدوري الأوروبي لكرة السلة (الإنجليزية)
- برانكو لازيتش على موقع كرة السلة الأوروبية.كوم (الإنجليزية)
- برانكو لازيتش على موقع ريلجم (الإنجليزية)
- برانكو لازيتش على موقع بروبوليرز (الإنجليزية)
- برانكو لازيتش على موقع سبورتس رفرنس (الإنجليزية)